# Trianon - Domenica Musica
Trianon '75 - Domenica Musica: proposta per un discorso attuale. L'album, un doppio LP, contiene delle registrazioni dal vivo di artisti vari effettuate al Teatro Trianon di Roma tra aprile e maggio 1975, per la rassegna "Domenica Musica" organizzata da Vincenzo Micocci. Il disco è stato prodotto da Stefano Micocci e distribuito dalla RCA Italiana.

## Lato A
1. Perigeo – Via Beato Angelico
2. Ernesto Bassignano – Sto pensando
3. Nicoletta Bauce – Tre bocche nel cuore
4. Saro Liotta – Goa

## Lato B
1. Stradaperta – Maida Vale
2. Rosalino Cellamare – Esperienze
3. Paolo Conte – La ragazza fisarmonica
4. Antonello Venditti – Compagno di scuola

## Lato C
1. Silvia Draghi – Non ho finito di sognare
2. Rino Gaetano – Ad esempio a me piace il sud
3. Francesco De Gregori – Pablo
4. Tony Esposito – Rosso napoletano

## Lato D
1. Mario Schiano – Just Married
2. Renzo Zenobi – Silvia
3. Carmelita Gadaleta – Evviva per gli studenti
4. Lucio Dalla – Passato, presente